# اچ‌ام‌اس آلبیون (۱۷۶۳)
اچ‌ام‌اس آلبیون (۱۷۶۳) (به انگلیسی: HMS Albion (1763)) یک کشتی بود که طول آن ۱۶۸ فوت (۵۱ متر) بود. این کشتی در سال ۱۷۶۳ ساخته شد.